# Halitiara rigida
Halitiara rigida is een hydroïdpoliep uit de familie Protiaridae. De poliep komt uit het geslacht Halitiara. Halitiara rigida werd in 1980 voor het eerst wetenschappelijk beschreven door Bouillon. 